# 2489 Суворов
2489 Суворов (2489 Suvorov) — астероїд головного поясу, відкритий 11 липня 1975 року.
Тіссеранів параметр щодо Юпітера — 3,201.
Названо на честь відомого російського полководця Суворова Олександра Васильовича (1730-1800).